# Jacob van Oost (I)

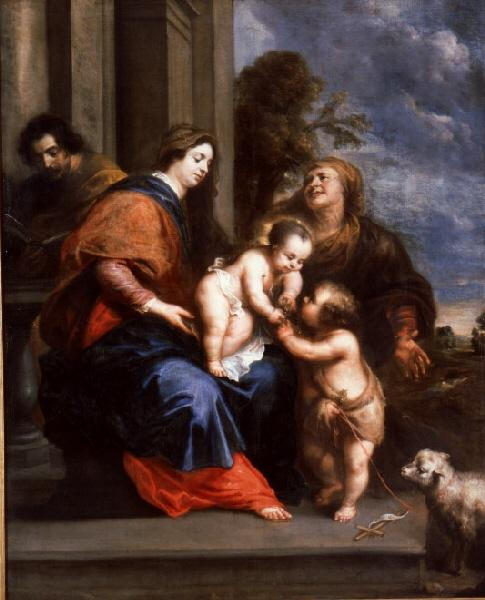
Sagrada Familia, óleo sobre lienzo, 165 x 137 cm, Museo de Málaga.

Jacob van Oost I o el Viejo (Brujas, 1603 – 1671), fue un pintor barroco flamenco, especializado en pintura religiosa e historiada y retratos.

## Biografía
Nacido en Brujas, donde fue bautizado el 7 de enero de 1603, en octubre de 1621 ingresó en el gremio de San Lucas de su ciudad natal. Inmediatamente debió de marchar a Italia donde fue influido por la pintura caravaggista. De nuevo en Brujas, en 1629 fue elegido vicario del gremio y un año después contrajo matrimonio con Jaquemyne van Overdille, de la que enviudó en 1631, tras dar a luz a su hijo Martín. En 1633 casó en segundas nupcias con María van Tollenaere, con quien tuvo seis hijos, entre ellos el también pintor Jacob van Oost, llamado el joven. Decano del gremio de San Lucas en 1633-1634 y en 1643-1644, en enero de 1662 se le documenta por última vez como vicario de la organización gremial.
Tuvo numerosos discípulos trabajando en su taller, entre ellos dos aprendices de origen portugués o español: Franscoeis o Francisco Gomes y Jan o Juan Ramón, documentados en Brujas en 1640 y 1666 respectivamente.
Desde su primera obra firmada y fechada, la Adoración de los pastores del Museo del Ermitage (1630), caravaggista en el tratamiento de la luz y en la elección de los tipos populares, Van Oost fue frecuentemente reclamado por las iglesias locales para pintar retablos adaptados a la nueva sensibilidad contrarreformista. La influencia de Caravaggio no fue, no obstante, la única influencia italiana de Van Oost, que derivó tempranamente hacia las formulaciones clasicistas de Domenichino a la vez que aclaraba su paleta.